# Gus Blass Department Store
Gus Blass Department Store was een warenhuis in Little Rock, Arkansas.

## Geschiedenis
In 1871 opende de Duits-Joodse immigrant Gus Blass de Gus Blass Dry Goods Company in Little Rock. Zijn broer Louis Blass en Max Heiman sloten zich aan bij Gus Blass in de zaak, die bekend werd als de Gus Blass Company. Gus Blass was een briljante marketeer en stond bekend als de "Merchant Prince". De zaak breidde zich snel uit en werd het grootste en meest succesvolle warenhuis in Arkansas.
Het warenhuis was gevestigd op Main Street 318-324 in Little Rock, Arkansas. Het is een bakstenen gebouw van zeven verdiepingen, gebouwd in 1912 naar een ontwerp van George R. Mann, een vooraanstaand architect uit Arkansas. Het was een van de eerste gebouwen met een tweerichtingsconstructie met betonplaten in het land. In 1936 was het een van de eerste warenhuizen in Arkansas die airconditioning kreeg. 
Gus Blass Department Store was jarenlang het grootste warenhuis van de stad. In de jaren 1970 werd het een onderdeel van de warenhuisketen Dillard's, voordat het in 1972 uiteindelijk sloot.
Het gebouw werd in 1986 op de National Register of Historic Places geplaatst.